# Leptobrachella chishuiensis
Leptobrachella chishuiensis — вид жаб родини азійських часничниць (Megophryidae). Описаний у 2023 році.

## Поширення
Ендемік Китаю. Відомий лише у типовому місцезнаходженні — Чішуйський національний природний заповідник у міському повіті Чішуй провінції Ґуйчжоу на півдні країни.

## Опис
Вид можна було відрізнити від його родичів за сукупністю таких ознак: малий розмір тіла (SVL 30,8–33,4 мм у семи дорослих самців і 34,2 мм у однієї дорослої самиці); шкіра спини шагренева, деякі гранули утворюють поздовжні короткі шкірні виступи; барабанна перетинка чітко помітна, злегка увігнута; внутрішньоносова відстань більша за міжочноямкову; чітко видно надпахвові, стегнові, грудні та вентролатеральні залози; відсутність перетинки і бічних бахром на пальцях; пальці з рудиментарною перетинкою та неглибокими бічними бахромами, відносна довжина пальців II < IV < I < III; п'яти перекриваються, коли стегна розташовані під прямим кутом до тіла; а гомілково-тарзальне зчленування досягає барабанної перетинки.